# Xochipilli

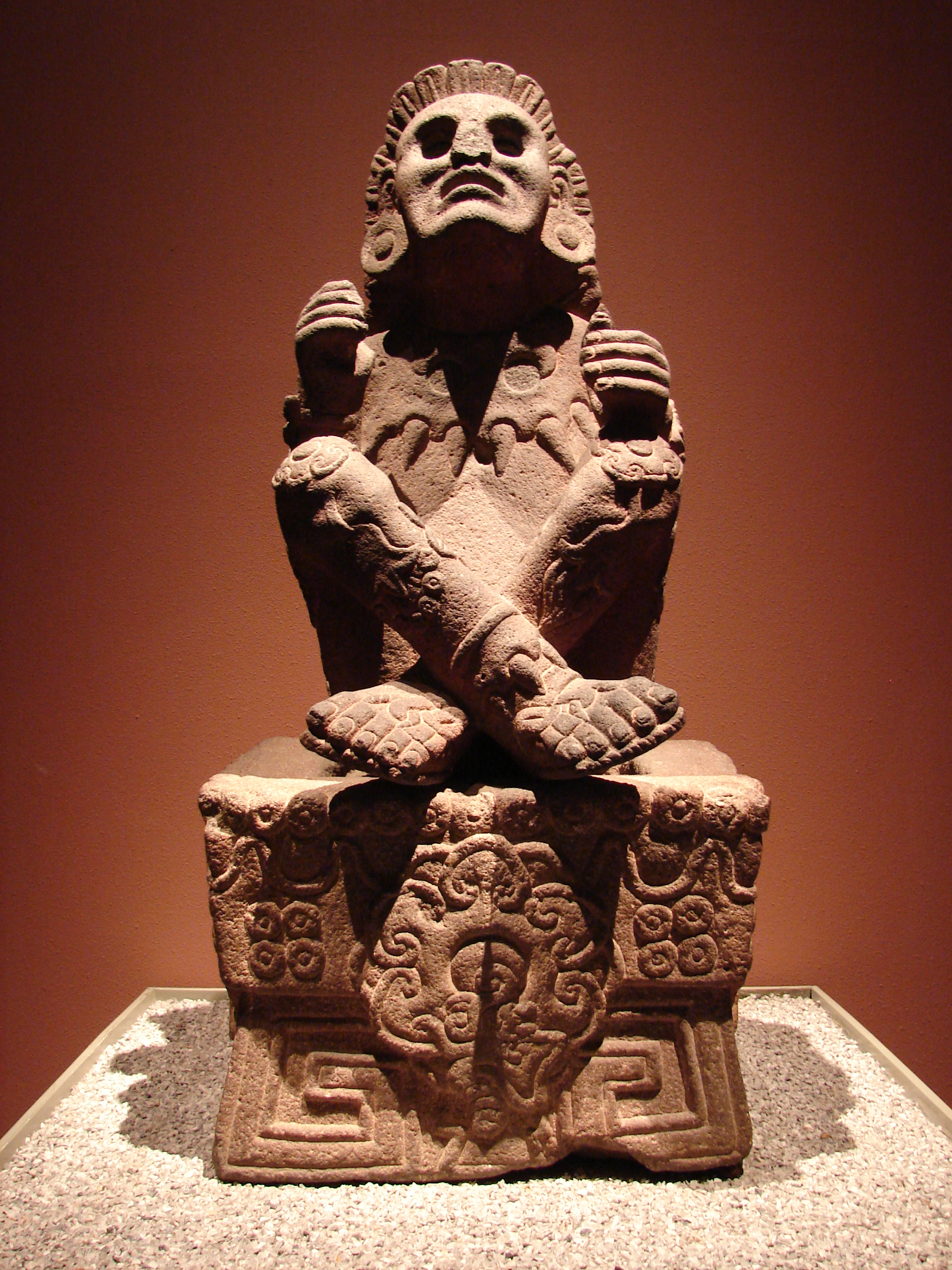
Xochipilli en el Museo Nacional de Antropología.

Xochipilli (del náhuatl: Xochipilli ‘el príncipe de las flores o noble florido’‘xochitl, flor; pilli, príncipe o niño’), también Xochipilli-Macuilxóchitl (príncipe de las flores, ), en la cultura mexica es el dios del amor, los juegos, la belleza, las flores, el maíz, el placer y de la ebriedad sagrada; su nombre significa Príncipe de las flores o Noble florido, aunque también puede ser interpretada como flor preciosa o flor noble.
Su culto se relaciona con el de otros dioses del maíz, de la fertilidad y de la cosecha, como el dios de la lluvia, Tláloc, y el del maíz, Cinteotl. Está asociado con Macuilxochitl (Cinco flores), dios de los juegos y las apuestas. Su hermana melliza era Xochiquétzal.
En su festividad religiosa asociada, que significa fiesta de las flores en náhuatl, se hacían ofrendas de comida, y los pueblos cercanos a Teotihuacán llevaban cautivos como tributo para los sacrificios. Era el dios del juego de Patolli. Él, entre otros dioses, fue representado usando un talismán conocido como un oyohualli , que era un colgante en forma de lágrima hecho a mano de madreperla.
Se le relaciona con la deidad Macuilxóchitl «5 Flor», patrono de los juegos, los bailes y los deportes, que es representado como un hombre que sale de una Tortuga (el Zodiaco), pero tal vez solo sea su nombre calendárico.

## Culto
El culto a Xochipilli probablemente surgió entre el periodo pre clásico al clásico en Teotihuacán, donde el culto a la deidad conocida como el "Dios Gordo" era común.
En la mitología Azteca, Xochipillí tenía dos hermanos: Ixtliton, dios de la salud, la medicina y la danza; y Macuilxóchitl, el dios de los juegos. Esta tríada representa la salud, el placer y la felicidad. Por otra parte, Xochipilli también cuenta con su contraparte femenina llamada Xochiquetzal.
La ofrenda más común para este dios fue el maíz y el pulque. Xochimilco fue el principal punto de adoración de la deidad. Las estatuas dedicadas al dios están frecuentemente adornadas con flores y mariposas, siendo la representación más famosa la realizada al final del periodo posclásico, entre el año 1450 y 1500.
Forma parte de las deidades a los que se les dan ofrendas en la séptima y octava veintena, Tecuilhuitontli (fiesta menor de los señores) y Huey tecuílhuitl (fiesta mayor de los señores) respectivamente.

## Escultura en el Museo Nacional de Antropología
En el Museo Nacional de Antropología de México se puede apreciar una escultura de Xochipilli, hecha en piedra volcánica (andesita) y procedente de la zona de Tlalmanalco, en el Estado de México. Originalmente, la pieza formaba parte de la colección personal del historiador Alfredo Chavero quien la donó, posteriormente, al museo. La escultura data del posclásico tardío (1250-1521). En esta representación, el dios está vestido con un pectoral, máscara y una especie de argollas metálicas en las muñecas. Se representa sentado sobre un brasero con plantas psicotrópicas como el tabaco, los hongos o la datura, que eran consideradas como sagradas ya que su uso permitía la comunicación con la divinidad.
La escultura fue encontrada en las faldas del volcán Popocatépetl y cuando fue examinada por Gordon Wasson, el etnobotánico determinó que tanto el cuerpo de la deidad como el pedestal sobre el que reposa se encontraban grabados con diversos fármacos claramente identificables entre la flor de tabaco, la de ololiuhqui, el botón de siniquiche y estilizados hongos del grupo Psilocybe aztecorum, especie de hongos psilocibios que crece en las faldas del mencionado volcán. Con base en esto se piensa que la expresión facial de la deidad representada en esta escultura corresponde a un estado de éxtasis, mismo que está relacionado con el consumo de enteógenos.

## Interpretaciones
En cuanto a interpretaciones físicas de esta deidad se puede encontrar, además de la escultura de andesita, un atavió particular de este el cual dice:
Está teñido de rojo claro,
lleva su afeite facial figurando llanto,
su gorra con penacho de plumas de pájaro rojo,
Tiene su bezote de piedras preciosas,
su collar de piedras verdes,
Sus tiras de papel puestas sobre el pecho.
Su  ropaje de orilla roja con que ciñe sus caderas.
Sus campanillas, sus sandalias con flores.
Su escudo con la insignia solar en mosaico de turquesas,
de un lado lleva un bastón con remate de corazón y penacho de Quetzal. 
Entre las interpretaciones que existen de Xochipilli existen aquellas que consideran que este y Macuilxochitl son la misma deidad. Así como aquellas que consideran que este es en realidad un dios solar, específicamente aquel del sol naciente, la representación del verano. Otras interpretaciones se limitan solo a explicar el porque es un dios solar, presentando como pruebas la piel rojiza, el casco de ave y el tonalo presente en su representación en el códice florentino, un símbolo conformado por cuatro cuentas, el cual significa "Lleno de sol".